# Старая Зардама
Старая Зардама — село Петровск-Забайкальского района Забайкальского края, входит в сельское поселение «Песчанское».

## География
Располагается в 70 км на юго-запад по прямой от райцентра — города Петровск-Забайкальского.

## Климат
Климат резко континентальный с холодной зимой и относительно теплым летом. Среднегодовая температура отрицательная. Зима длительная (до 180 дней), холодная; среднегодовая температура воздуха в г. Петровск-Забайкальске (по среднемноголетним данным) составляет −26 °С, −27 °С (при абсолютном минимуме −55 °С). Снежный покров за зиму может достигать 17 см (иногда до 24 см). Продолжительность лета до 115 дней; среднеиюльская температура воздуха составляет +16 °С, +17 °С при максимальном её значении +38 °С. Безморозный период составляет от 60 до 80 дней, вегетационный- до 80-100 дней.

## Население
Постоянное населения села составляло 2 человека в 2002 году (100 % русские), 5 человек в 2010 году.